# دانشگاه پلی‌تکنیک میلان
دانشگاه پلی‌تکنیک میلان (به ایتالیایی: Politecnico di Milano) پایه گذاشته شده در ۲۹ نوامبر ۱۸۶۳، بزرگ‌ترین موسسه آموزش عالی در زمینه رشته های فنی-مهندسی در کشور ایتالیا و یکی از معتبرترین مراکز علمی در اروپا و جهان است.
این دانشگاه در میلان ایتالیا واقع شده و حدود ۴۰٬۳۱۲ دانشجو و ۲٬۵۱۷ استاد و استادیار دارد.

اروپا
در رتبه‌بندی جهانی دانشگاهی، این دانشگاه در سال ۲۰۰۷ رتبه ۶۸ و در سال ۲۰۰۸ رتبه ۶۳ را در مهندسی بدست آورد. در فهرست رتبه‌بندی دانشگاه‌های ایتالیا به وسیلهٔ وزارت علوم ایران این دانشگاه در رده دانشگاه‌های درجه یک ایتالیا به چشم می‌خورد.

## تاریخچه
پلی‌تکنیک میلان قدیمی‌ترین دانشگاه میلان است که در ۲۸ نوامبر ۱۸۶۳ تأسیس شد. نام اصلی این مؤسسه فوق تکنیکی (به ایتالیایی: Istituto Tecnico Superiore) و بنیان‌گذار و نخستین رئیس آن فرانچسکو بریوشی بوده است.
موقعیت دانشگاه پلی تکنیک میلان در مرکز شهر و در خیابان سناتو (به ایتالیایی: 'via Senato) قرار دارد.
در سال ۱۸۶۵ بخش معماری (دومین رشته مهم پلی‌تکنیک میلان) راه‌اندازی شد. در سال ۱۹۲۷ پلی‌تکنیک میلان به میدان لئوناردو دا وینچی (به ایتالیایی: Leonardo da Vinci) منتقل شد. در محله‌ای که معروف به شهر دانشگاه (به ایتالیایی: Città studi) است؛ و بخش اصلی پلی تکنیک هنوز در این محله واقع است. این محله شامل مجموعه‌ای از ساختمان‌ها و خیابان‌ها و میدان‌هایی می‌شود که همگی متعلق به پلی‌تکنیک میلان هست.
در آن زمان نامش به پلی‌تکنیک رویال (به ایتالیایی: Regio Politecnico) تغییر یافت در پایان جنگ جهانی دوم وقتی ایتالیا اعلام جمهوری کرد کلمه رویال از نامش حذف شد و تا پابان سال ۲۰۱۰ قیل از مرمت نمای ساختمان جای کلمه رویال در نمای اصلی ساختمان قابل تشخیص بود.
در سال ۱۹۵۴ اولین مرکز محاسبات الکترونیکی اروپا به وسیله جیانو کازینیسی و ارکواه بوتانی در پلی‌تکنیک میلان افتتاح شد. در سال ۱۹۶۳ گویلو ناتا جایزه نوبل شیمی به خاطر تحقیق در زمینه پولیمر کریستالی به صورت تخصصی پولی‌پروپیلن دریافت کرد.
در سال ۱۹۷۷ ماهواره سیریو (به ایتالیایی: Sirio) که به وسیله پلی‌تکنیک میلان و کمپانی‌های همکار طراحی و ساخته شده بود به فضا فرستاده شد.
در دهه نود پلی‌تکنیک شروع به باز کردن شعبه‌هایی در شهرها ی ایالت‌های لمباردی و امیل روماگنا کرد. بخش طراحی صنعتی در سال ۱۹۹۳ تأسیس شد و در سال ۲۰۰۰ بخش طراحی دوره‌های جدیدی در لیسانس و فوق لیسانس برای گرایش گرافیک، ویرچوال، مد و طراحی داخلی تأسیس کرد.

## کمپ‌ها
این دانشگاه دارای ۵ کمپ اصلی است که دوتای آن (کمپ لِئوناردو و کمپ بُویزا) درون شهر و سه کمپ کومو، پیاچِنزا، و لِکّو برون از شهر هستند. کمپ لئوناردو کهن‌ترین کمپ دانشگاه است.

## پذیرش

### بهزبان انگلیسی

#### کارشناسی
این دانشگاه دارای شمار زیادی رشته درین پایه‌است، و در دو رشته معماری و شهرسازی به انگلیسی سالی یکبار پذیرش دارد. هزینه سالانه دانشگاه برای دانشجویان کشورهای کمتر پیشرفته سالانه ۷۹۴ یورو است (سال ۲۰۰۹)

#### کارشناسی ارشد
در بین رشته‌های فراوان کارشناسی ارشد این دانشگاه، ۱۵ رشته به انگلیسی ارائه می‌شود. سالانه دو بار پذیرش برای این پایه انجام می‌گیرد. هزینه سالانه دانشگاه برای دانشجویان خارج از اروپا سالانه ۳۵۰۰ یورو است (سال ۲۰۱۰).).

#### دکترا
سالانه یکبار پذیرش برای تمامی رشته‌ها که بیشتر به انگلیسی‌اند، انجام می‌شود. سالانه دو بار پذیرش برای این پایه انجام می‌گیرد و بسیار رقابتی است. هزینه سالانه دانشگاه برای دانشجویان جهان‌سوم سالانه ۱۵۰۰ یورو است (سال ۲۰۰۹).

## مزایا
همچنین دانشگاه سالانه دو بار (یکبار در هر نیمسال) کلاس‌های آموزش زبان ایتالیایی را به‌طور رایگان برای دانشجویان برگزار می‌کند. علاوه بر آن هر ترم کلاس‌های آموزش زبانِ انگلیسی برای آمادگی امتحان تافل برگزار می‌شود که هزینهٔ آن ترمی حدود هشتاد یورو هست.